# Марциан Капелла
Марциа́н Минней Фе́ликс Капе́лла, обычно Марциа́н Капе́лла (лат. Martianus Minneius Felix Capella) — латинский писатель первой половины V века, писатель-энциклопедист, философ, ритор.

## Творчество
О жизни Марциана неизвестно ничего, кроме того, что родился он в Северной Африке и воспитывался в Карфагене.
Марциан Капелла известен прежде всего как автор написанной в прозе и стихах энциклопедии, посвящённой обзору семи свободных искусств, представленных в аллегорических образах служанок. Сочинение носит название «О бракосочетании Филологии и Меркурия» (лат. De nuptiis Philologiae et Mercurii) и состоит из IX книг. Филология представляет собой телесное воплощение знания, которое должна получить разумная душа, желающая соединиться с Божественным Разумом, персонифицированным в образе Меркурия.
Немалым представляется его вклад и в логику. В одной из своих книг (лат. De nuptiis Philologiae et Mercurii et de septem artibus liberalibus…») он изложил логическое учение Аристотеля о суждении и силлогизме. Суждения делились им по количеству и по качеству. В книге излагались правила превращения и противоположения суждений. В разделе о силлогизмах Капелла характеризует модусы трёх фигур категорического силлогизма, правила и модусы условного силлогизма. Большой интерес представляет то, что Капелла исследовал операцию логического следования. Им сформулированы и многие, дошедшие до нас, элементарные импликации.
В книге Марциан дал краткое описание предметов (научных и учебных дисциплин), которые лежали в основе обучения в позднеантичной школе. Нетрадиционная последовательность дисциплин — грамматика, диалектика, риторика, геометрия, арифметика, астрономия, гармония (музыка) — объясняется скорее всего соображениями художественной драматургии целого и не отражает реальную (дидактическую) последовательность. Архитектуру и медицину Марциан исключил из учебного цикла.
Труд Марциана, созданный на основе чужих книг (главные источники — риторические трактаты Цицерона, «Начала» Евклида, «Музыка» Аристида Квинтилиана и, возможно, «Введение» Порфирия), пользовался популярностью в Средневековье, поскольку представлялся объективным «латинским» отражением ценной античной традиции.

## Память
В 1935 году Международный астрономический союз присвоил имя Марциана Капеллы кратеру на видимой стороне Луны.

## Издания и переводы
- Первое издание. Vicenza, 1499.
- Критическую и экзегетическую переработку сочинения Капеллы представил Копп (Frankfurt, 1836), а вновь издал Eysshardt (Leipzig, 1866).
- De nuptiis Philologiae et Mercurii / ed. A. Dick. — Leipzig, 1925.
- De nuptiis Philologiae et Mercurii / ed. J. Willis. — Leipzig, 1983 (лучшее современное издание).

### Переводы
- Приписываемый Ноткеру древневерхненемецкий перевод «О браке Филологии и Меркурия» издал Graff (B., 1837).
- Martianus Capella and seven liberal arts / Tr. and notes by W. H. Stahl, R. Jonson, E. L. Burge. In 2 vol. — N.-Y.; London, 1971—1977 (переизд. 1992)
- В серии «Collection Budé» начато издание: опубликованы книги 4, 6, 7. Martianus Capella. Les noces de Philologie et de Mercure
  - T. IV. Livre IV. La dialectique. Texte établi et traduit par Michel Ferré, docteur ès lettres. Ouvrage publié avec le concours du Centre National du Livre. 2007. — 304 p.
  - T. VI. Livre VI. La géométrie. Texte établi et traduit par Barbara Ferré. Ouvrage publié avec le concours du Centre National du Livre. — 2007. — CIII, 416 p.
  - T. VII: Livre VII. L’Arithmétique. Texte établi et traduit par J.-Y. Guillaumin. — 2003. — CVI, 220 p.

#### На русском языке
- Отрывки о Скифии и Кавказе // ВДИ. — 1949. — № 4. — С. 278—282.
- Марциан Капелла. Бракосочетание Филологии и Меркурия: Кн. I / Пер. Ю. А. Шахова // Аристей: Вестн. классич. филологии и антич. истории. — М., 2016. — Т. XIII. — С. 103—126.
- Марциан Капелла. Бракосочетание Филологии и Меркурия: Кн. II / Пер. Ю. А. Шахова // Аристей: Вестн. классич. филологии и антич. истории. — М., 2017. — Т. XV. — С. 135—160.
- Марциан Капелла. Бракосочетание Филологии и Меркурия: Кн. III: (О грамматике) / Пер. В. М. Тюленева // Возлюблю слово как ближнего: Учеб. текст в поздн. Античность и ран. Средневековье: Исслед. состава шк. канона III—XI вв. — М.: Индрик, 2017. — С. 284—336.
- Марциан Капелла. Бракосочетание Филологии и Меркурия: Кн. VII: (Об арифметике) / Пер. Ю. А. Шахова // Аристей: Вестн. классич. филологии и антич. истории. — М., 2014. — Т. X. — С. 258—291.
- Марциан Капелла. Бракосочетание Филологии и Меркурия: [Кн. I—IX] / Пер., коммент., вступ. ст. Ю. А. Шахова. — М.; СПб.: Петроглиф; Центр гуманит. инициатив, 2019. — 400 с. — (Mediaevalia).

## Исследования
- Адо И. Свободные искусства и философия в античной мысли / Пер. с фр. Е. Ф. Шичалиной. — М.: ГЛК, 2002.
- Лосев А. Ф. История античной эстетики. Итоги тысячелетнего развития. — М.: Иск-во, 1992. — Кн. I. — С. 153—161.
- Петрова М. С. Марциан Капелла // Античная философия: Энцикл. словарь. — М.: Прогресс-традиция, 2008. — С. 471—475.
- Петрова М. С. Просопография как специальная историческая дисциплина. Макробий Феодосий и Марциан Капелла. — СПб.: Алетейя. 2004. — 232 с. — (Сер.: «Интеллект. история в текстах и исследованиях»).
- Шахов Ю. А. Проблемы интерпретации математических терминов в сочинении Марциана Капеллы «Бракосочетание Филологии и Меркурия» // Ломоносов-2013: Материалы XX Междунар. молодёж. науч. конф. студентов, аспирантов и мол. ученых. — М.: МАКС пресс, 2013.
- Шахов Ю. А. Проблемы интерпретации математических терминов в сочинении Марциана Капеллы «Бракосочетание филологии и Меркурия» // Актуальные проблемы филологической науки: Взгляд нов. поколения. — М.: Изд-во Моск. ун-та, 2015. — (Вып. 6.) — С. 233—236.
- Шахов Ю. А. Утешение Сатирой: Марциан Капелла как лит. источник для Северина Боэция // Индоевропейское языкознание и классическая филология. — [Т.] XXII: Материалы чт., посвящ. памяти проф. И. М. Тронского, 18—20 июня 2018 г. — СПб.: Наука, 2018. — С. 1369—1378.
- Grebe S. Gedanken zur Datierung von «de Nuptiis Philologiae et Mercurii» des Martianus Capella // Hermes. — 2000. — Bd. 128, H. 3. — S. 353—368.
- Shanzer, Danuta. A philosophical and literary commentary on Martianus Capella’s: De Nuptiis Philologiae et Mercurii: Book 1. — Berkeley, Los Angeles, 1986. — (University of California Publications. Classical Studies; 32).